# Joussaari (ö i Mellersta Finland, Joutsa)
Joussaari är en ö i Finland. Den ligger i sjön Suontee och i kommunen Joutsa i den ekonomiska regionen  Joutsa ekonomiska region  och landskapet Mellersta Finland, i den södra delen av landet, 190 km norr om huvudstaden Helsingfors. Öns area är 1,81 kvadratkilometer och dess största längd är 2,7 kilometer i nord-sydlig riktning.